# Back When I Knew It All
Back When I Knew It All è il sesto album in studio del duo di musica country statunitense Montgomery Gentry, pubblicato nel 2008.

## Tracce
1. The Big Revival (Dennis Linde) – 4:02
2. Long Line of Losers (Kevin Fowler, Kim Tribble) – 3:48
3. Now You're Talkin' (Ira Dean, David Lee Murphy, Tribble) – 3:24
4. Back When I Knew It All (Gary Hannan, Phil O'Donnell, Trent Willmon) – 3:59
5. Roll with Me (Clint Daniels, Tommy Karlas) – 3:53 (cori: Five for Fighting)
6. One in Every Crowd (Dean, Tribble, Eddie Montgomery) – 3:31
7. Look Some More (Tony Martin, Wendell Mobley, Neil Thrasher) – 2:58
8. I Pick My Parties (Terri Clark, Murphy, Tom Shapiro) – 3:22 (featuring Toby Keith)
9. One Trip (Brett James, Angelo Petraglia) – 4:01
10. It Ain't About Easy (Mike Lane, Tony Lane, David Lee) – 3:00
11. God Knows Who I Am (Hannan, O'Donnell, Montgomery) – 3:15 (featuring Lillie Mae Rische of Jypsi)